# Mauro Candemil
Mauro Candemil (Criciúma, 15 de agosto de 1944 e um engenheiro eletricista e político brasileiro.
Filho de Sady Candemil da Silva e Zulma Vargas Candemil. Pai de Alexandra, Luciano, Karina e Flávio.

Nas eleições de 1990 foi candidato a deputado estadual para a Assembleia Legislativa de Santa Catarina (ALESC) pelo Partido do Movimento Democrático Brasileiro (PMDB), obtendo 9.082 votos, ficando como suplente, e convocado tomou posse na 12ª Legislatura (1991-1995).
Em 2016 foi eleito prefeito de Laguna.